# Palazzo Valmarana

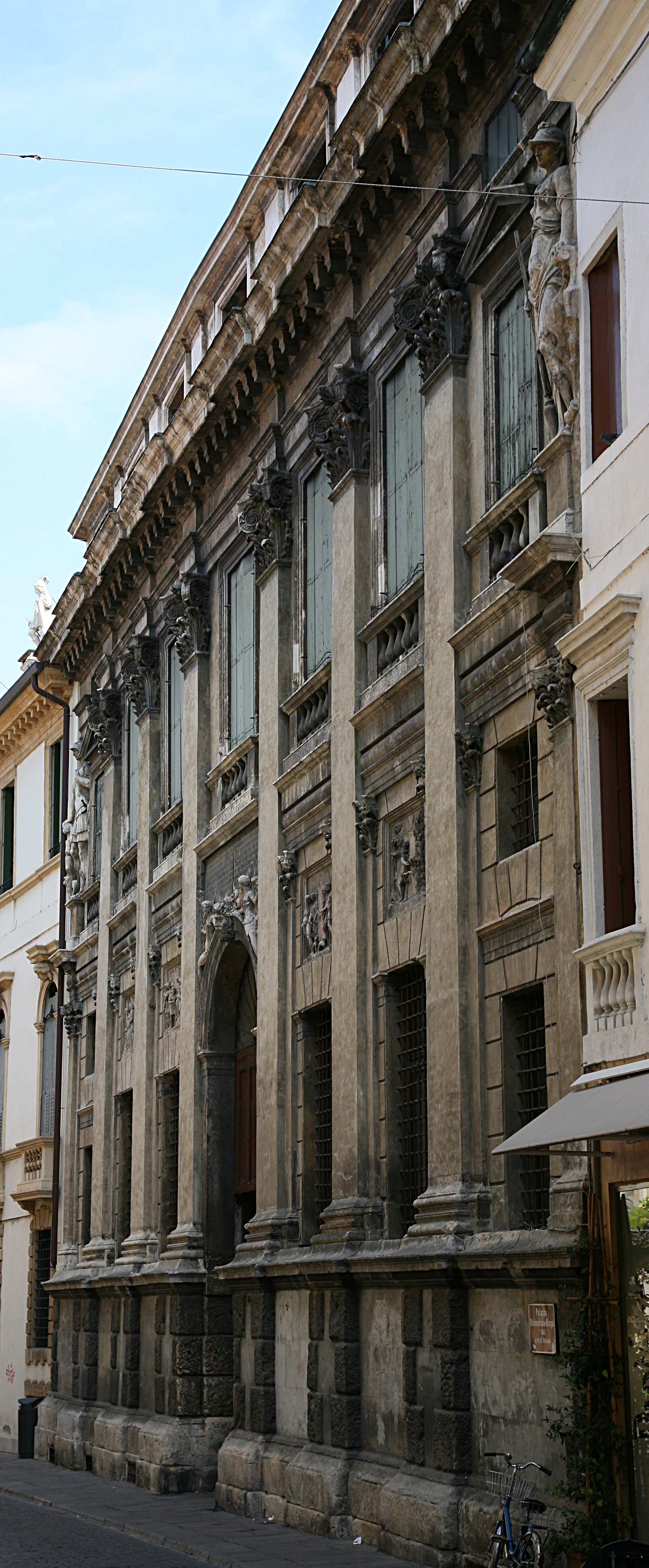
Palazzo Valmarana, Fassade

Der Palazzo Valmarana ist ein Palazzo in Vicenza erbaut vom italienischen Renaissancearchitekten Andrea Palladio im Jahr 1565 für Isabella Nogarola Valmarana. Als Teil der „Altstadt von Vicenza und Villen Palladios in Venetien“ gehört der Palast seit 1994 zum UNESCO-Weltkulturerbe.

## Geschichte

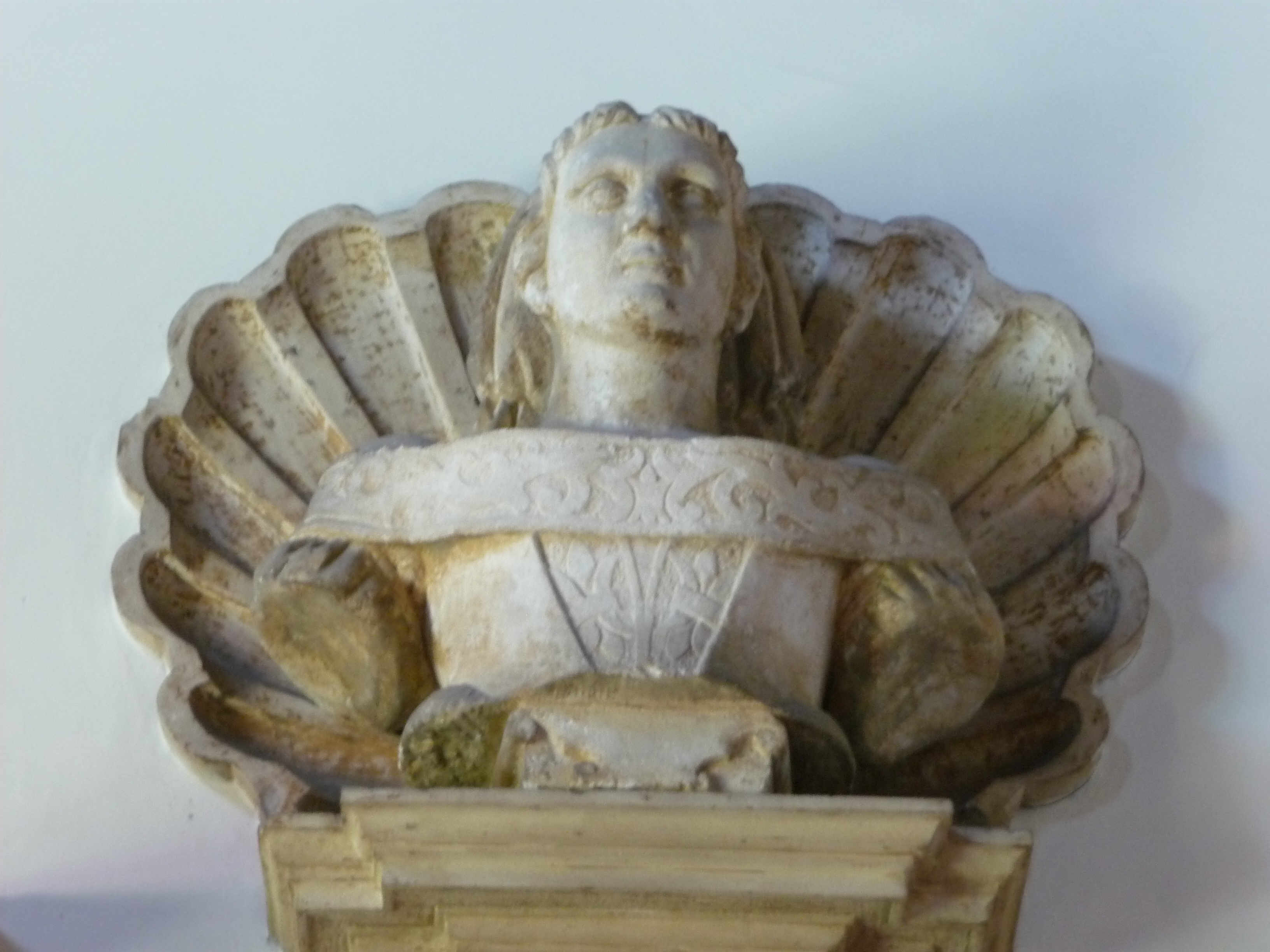
Büste von Isabella Nogarola Valmarana in der Sala des piano nobile

In der Gründungsmedaille des Gebäudes sind die Jahreszahl 1566 und eine Büste von Isabella Nogarola Valmarana dargestellt. Im Dezember 1565 unterschrieb Isabella die Bauverträge.
Trotzdem darf die Rolle ihres Ehemannes Giovanni Alvise (1558 gestorben) nicht unterschätzt werden, da wahrscheinlich er es war, der Palladio für den Entwurf auswählte. Im Jahr 1549 unterstützte Giovanni Alvise Valmarana zusammen mit Giangiorgio Trissino und Girolami Chiericati das Projekt für die Basilica Palladiana. Bereits sechs Jahre (1543) zuvor konnte Giovanni Alvise den Bau eines provisorischen Eingangsportals in Vicenza von Palladio und Trissino zu Ehren von Bischof Niccolò Ridolfi beobachten.
Giovanni Alvise und Isabella wurden in der Valmarana-Kapelle beigesetzt, die im Auftrag des Sohnes Leonardos ebenfalls von Palladio entworfen wurde.
Die Familie der Valmarana besaß bereits im Quattrocento mehrere Vorgängerbauten, die bis zu Palladios Umbau aneinandergefügt wurden. Bereits vorhandene Wände und Räume führten zu dem heute asymmetrischen Grundriss.
Palladios Architekturtraktat I quattro libri dell’architettura (1570) zeigt einen idealen und symmetrischen Grundriss. Große Abschnitte im hinteren Gebäudeteil wurden jedoch nie ausgeführt. Ankäufe der benachbarten Grundstücke unter Leonardo Valmarana lassen darauf schließen, dass seine Intention nicht die Vergrößerung des Palazzo nach hinten hin war, sondern eine Verbreiterung der Fassade.

Im Jahr 1581 muss der Palazzo zumindest zum größten Teil abgeschlossen gewesen sein, da Maria von Spanien, Tochter Karls V., Gattin Maximilians II. und Mutter Rudolphs II., mit ihrem Gefolge dort zu Gast war und residierte. Davon kündet die lateinische Inschrift über dem Portal: 
MARIA AUSTRIA CAROLI V. MASSIMIL II. RUDOLPHI II. IMP FILIA UXOR ET MATER A PHILIPPO FRATRE HISPANIARUM REGE POTENTISS AD REGENDUM E GERMANIA ADSCITA PER ITALIAM ITER FACIENS IN HIS AEDIBUS QUOD IPSA IN VETEREM AUSTRIANORUM PRINCIPUM ERGA HANC DOMUM CLIENTELAM MAXIME VOLUIT CUM MARGARETA MAXIMILIANOQUE FILIIS ARCHIDUCHIBUS A LEONARDO VALMARANA COMITE EIUSDEMQUE PHILIPPI REGIS PENSIONARIO SPLENDIDISSIMO APPARATU ACCEPTA FUIT. ANNO MDLXXXI IV KAL OCT.
Der Palazzo wurde im Zweiten Weltkrieg bei einem Bombenangriff am 18. März 1945 stark beschädigt. Das Dach, Teile der Attika und die große Sala im piano nobile wurden zerstört. Der vordere Gebäuteil blieb jedoch intakt und ist heute ein seltenes Beispiel für eine Fassade mit ihrem originalen Putz und Marmor. Im Jahr 1960 wurde der zerstörte Palazzo von der Valmarana-Familie an Vittor Luigi Braga Rosa verkauft, der eine intensive Restaurierung begann und den Wiederaufbau leitete. Er ergänzte den Palazzo um Dekor und Kunstwerke anderer zerstörter Gebäude, wie z. B. Gemälde mit mythologischen Themen von Giulio Carpioni aus dem 17. Jahrhundert.
Der Palazzo Valmarana diente Carl Ludwig Hildebrandt als Vorlage für den 1754 erbauten Plögerschen Gasthof in Potsdam.

## Architektur
Die Fassade des Palazzo Valmarana zeigt eine außergewöhnliche und hochindividuelle Lösung Palladios. Zum ersten Mal wird ein Palazzo von einer Kolossalordnung durchzogen: eine Lösung, mit der Palladio bereits in der Fassade von San Francesco della Vigna experimentierte. Während die Kirchengebäude Palladios aus zwei ineinander vernetzten Ordnungen bestehen, zeigt auch der Palazzo Valmarana eine Schichtung zwei tragender Systeme, nämlich eine große kompostite und eine kleine, darunterliegende korinthische Pilasterordnung.
Die kompositen Kolossalpilaster übergreifen beide Palastgeschosse und tragen die aufliegende Attikazone. Diese Pilaster stehen auf einem durchlaufenden Gebäudesockel, der sich mit den Postamenten verkröpft. An den Ecken des Palazzo gab Palladio die Kolossalpilaster zugunsten von Kriegerskulpturen im piano nobile auf, die die tragende Funktion übernehmen. Auch sind die Fenster der äußeren Joche kleiner als an der übrigen Fassade und anstelle der Relieffelder befinden sich dort Mezzaninfenster. Die Wand des Erdgeschosses ist mit einer Plattenrustika verkleidet. Die Geschosse werden durch ein stark differenziertes Gesimsband voneinander getrennt, das von den Kolossalpilastern durchschnitten und von der kleinen korinthischen Ordnung getragen wird. 
Durch die kleineren Fenster, fehlenden Relieffelder und weggelassenen Kolossalpilastern in den äußeren Jochen werden die Ecken des Palazzo weniger betont, sodass das Gebäude besser an die anliegenden Fassaden angepasst und in die Straßenflucht integriert werden kann.

## Galerie

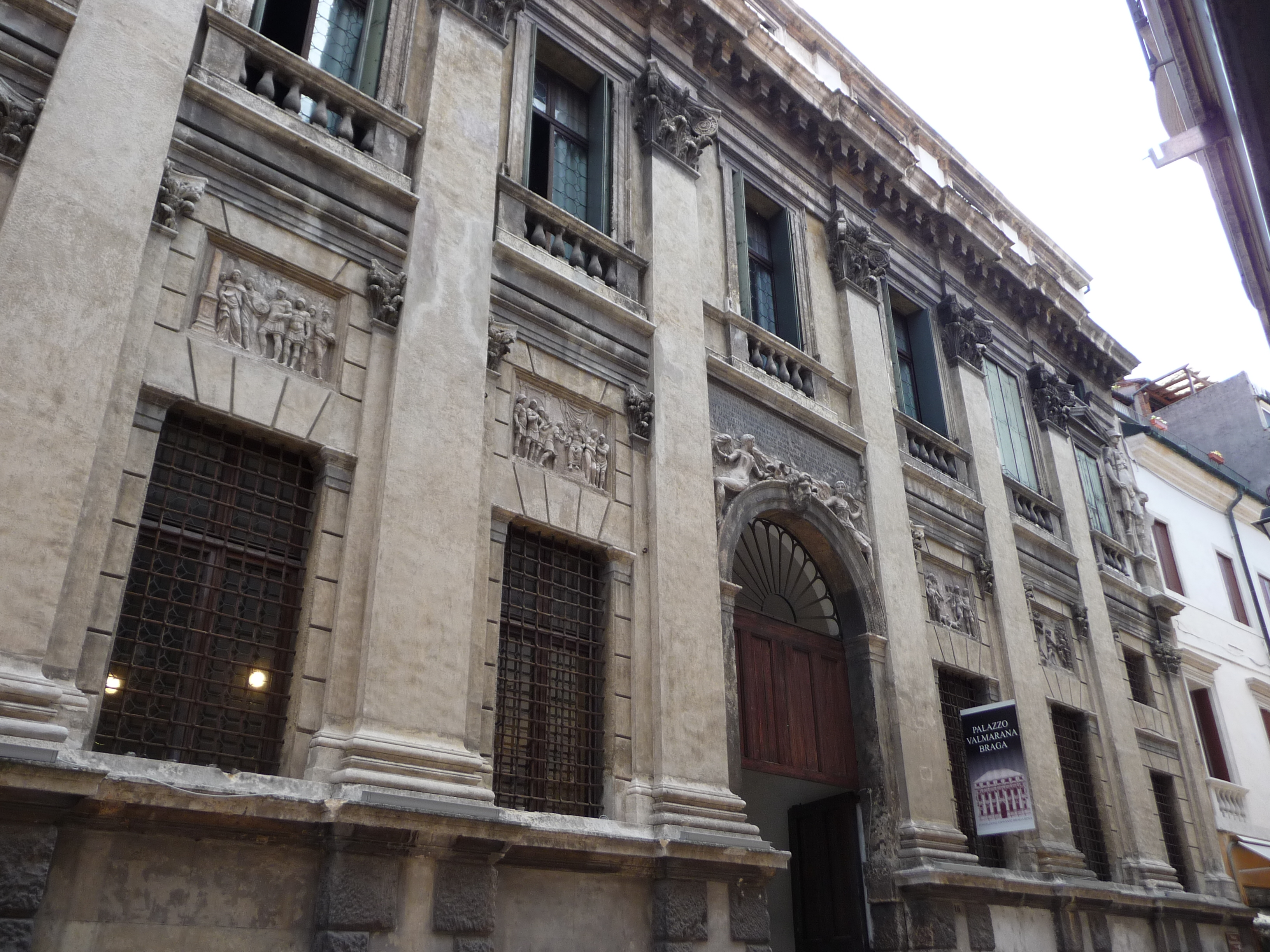
Fassade
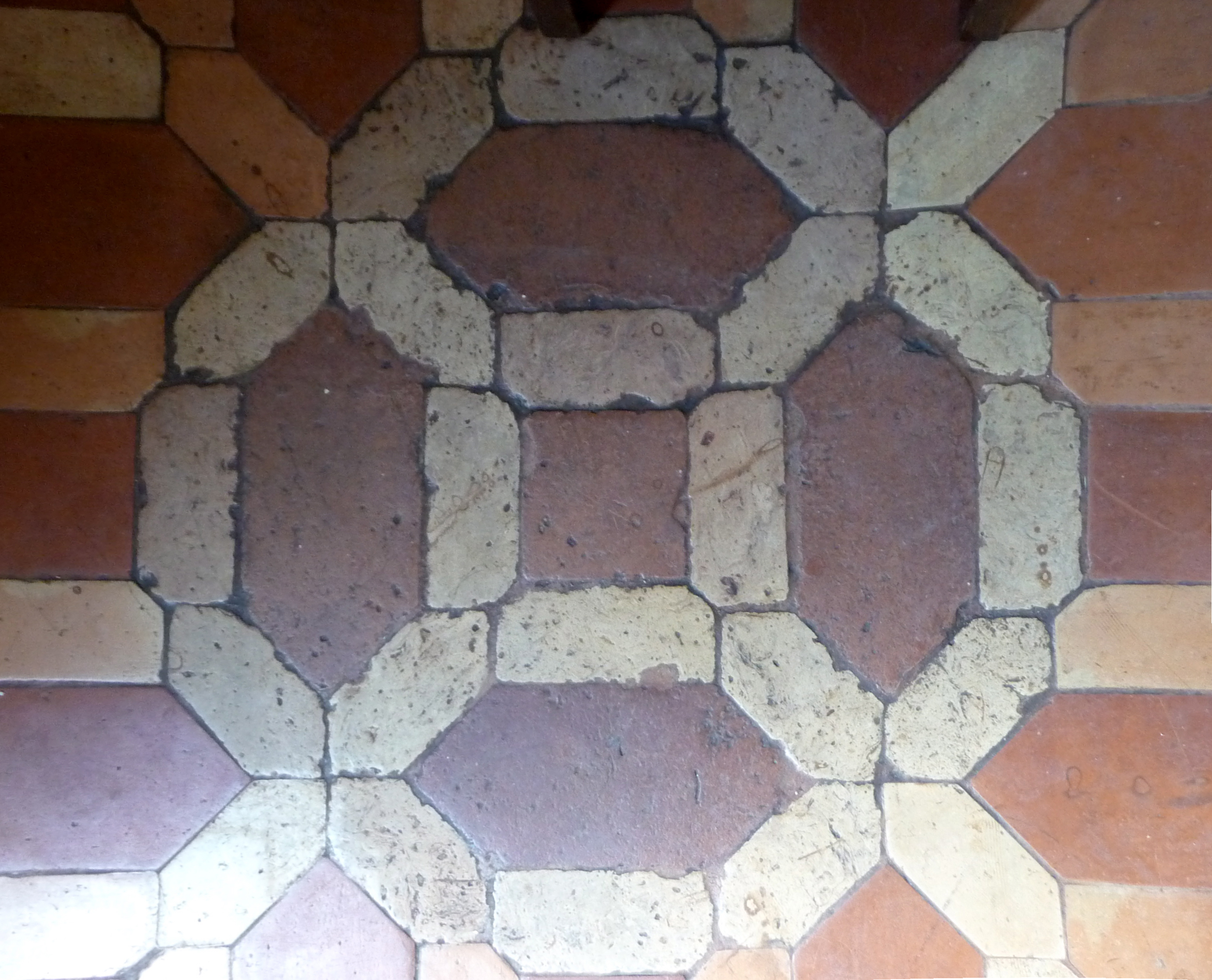
Detail des Bodens im piano nobile, der während des Bombenangriffs 1945 unbeschadet blieb
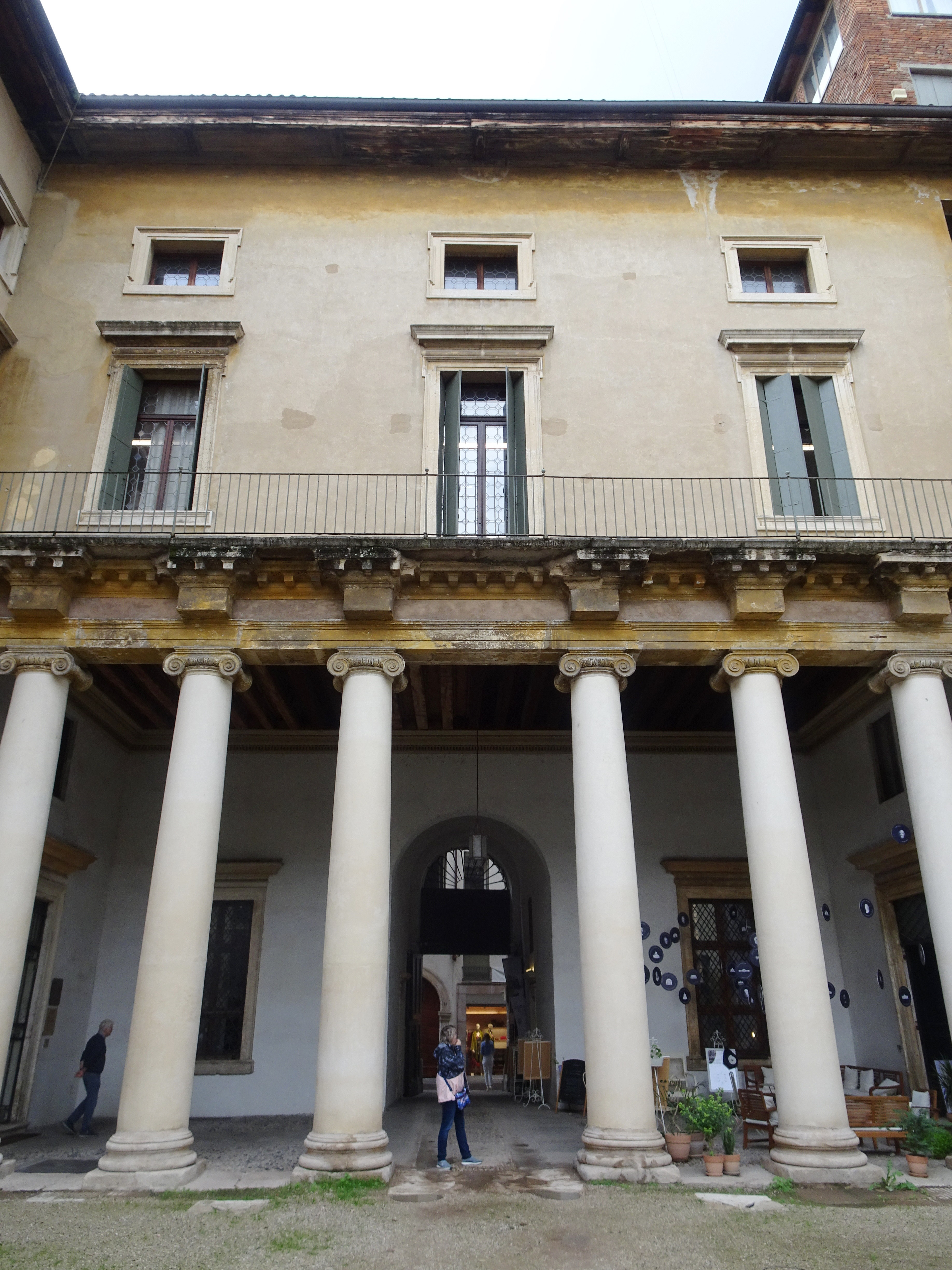
Innenhof
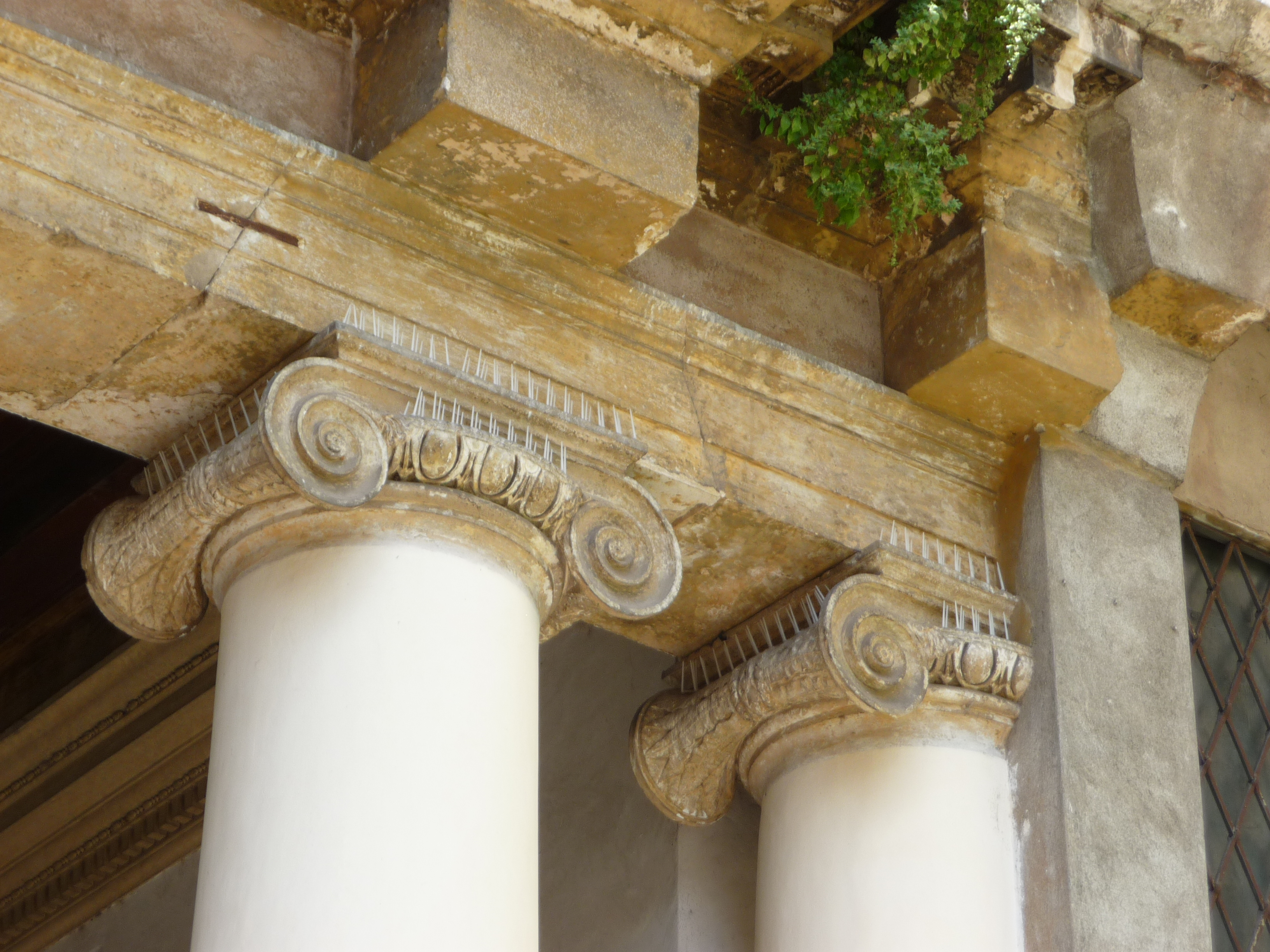
Ionische Kapitelle im Innenhof
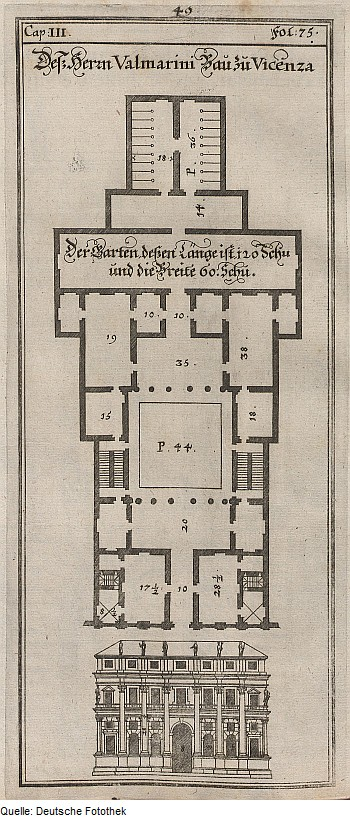
Grundriss (Andrea Palladio, I quattro libri dell’architettura)
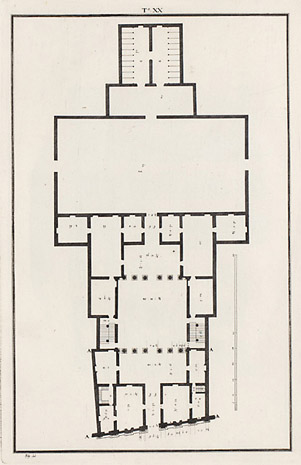
Grundriss (Ottavio Bertotti Scamozzi, 1776)
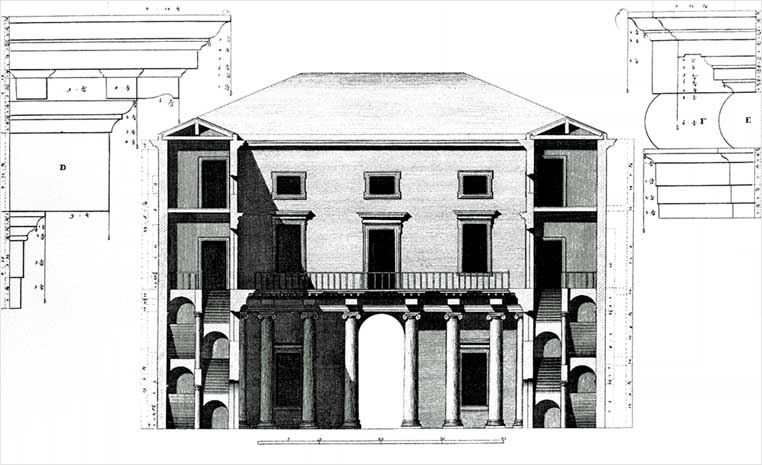
Aufriss (Ottavio Bertotti Scamozzi, 1776)